# Guybrush Threepwood
(Guybrush Threepwood)
Guybrush Threepwood, nome completo Guybrush Ulysses Threepwood, è il personaggio protagonista delle avventure grafiche umoristiche della serie Monkey Island, prodotta dalla LucasArts a partire dal 1990. È un pirata, goffo e impacciato. Nella storia delle avventure grafiche rappresenta una delle maggiori icone e uno degli eroi più apprezzati.

## Origine del nome
Esistono diverse ricostruzioni di quella che è la genesi del nome Guybrush: una versione diffusa vuole che nelle prime fasi di sviluppo del gioco, non essendo stato ancora scelto un nome, il file degli sprite di animazione del personaggio principale fosse denominato semplicemente guy, in inglese "tipo, tizio, ragazzo". L'estensione aggiunta automaticamente dall'editor grafico Deluxe Paint era .brush ("pennello"), per cui, ogni volta che ci si riferiva al protagonista, si usava appunto il nome del file, guy.brush.
Secondo un'altra versione dichiarata da Dave Grossman, poiché l'estensione dei file Deluxe Paint sarebbe "bbm", non fu il programma ma Steve Purcell, responsabile dell'aspetto grafico del personaggio, ad aggiungere brush per indicare che si trattava della versione "brush" dello sprite "guy", creando così un file denominato "guybrush.bbm".
Gli sviluppatori decisero di mantenere il nome, pensando a un risultato bizzarro in accordo con la effettiva natura comica del personaggio. In riferimento al fatto che "Guybrush" non esista come nome di persona reale, nel primo episodio della serie, quando nello Scumm Bar egli cerca di opporsi alle offese rivolte al proprio nome, il pirata Mancomb Seepgood gli fa osservare appunto che Guybrush "non è neanche un nome".
Il cognome Threepwood sarebbe invece tratto da opere dell'umorista britannico P. G. Wodehouse.
La singolarità del nome del protagonista viene sottolineata spesso durante il gioco: non è raro infatti che un personaggio secondario, al momento delle presentazioni, si soffermi a chiedere: «Che razza di nome è Guybrush?», o che commenti seccamente: «Che nome stupido», mentre il cognome viene frainteso o storpiato in varie occasioni, e trasformato ad esempio in "Thriftwood", "Peepwood", "Sheepgood" o "Tropweep".

## Storia
Già dalla prima apparizione, nel primo episodio, il sogno del marinaio Guybrush è quello di diventare il più temibile pirata dei Caraibi ed è pronto a darsi da fare. Tuttavia non ha nessun'abilità specifica (se non quella di trattenere il fiato per dieci minuti), ma dovrà scontrarsi con mille difficoltà e con personaggi quantomeno eccentrici.
Fin dal suo arrivo sull'isola di Mêlée, Guybrush incontra i personaggi che maggiormente influiranno sulle sue future avventure: la ragazza che diventerà sua sposa, il governatore Elaine Marley, e il suo nemico giurato, il pirata fantasma (e poi zombie e demone) LeChuck. Ma conosce anche molti altri comprimari come Stan il venditore, la Voodoo Lady, che con i suoi poteri darà sempre una mano all'imbranato Guybrush, il ladro Otis, Carla il maestro di spada di Mêlée Island, Doppio Gancio, soprannome dato a Meathook per via del suo doppio uncino, e tanti altri.
Guybrush vive in un universo bizzarro e con la sua goffaggine riesce a trasformare in momenti comici tutte le sue genuine intenzioni. Nonostante ciò, fin dal primo capitolo riesce a percorrere un "cammino dell'eroe", salvando una donzella, compiendo un viaggio mistico e discendendo perfino in una sorta di inferi. Dal secondo capitolo adotta un abbigliamento più piratesco. Sebbene rimanga comico e impacciato, la sua evoluzione nel corso della serie è stata interpretata da The Games Machine anche come un percorso verso la maturità.

## Apparizioni
Guybrush è il protagonista giocabile di tutti i capitoli della saga.
- The Secret of Monkey Island: quando Guybrush appare per la prima volta su Mêlée Island, è solo un ragazzino la cui unica ambizione nella vita è di diventare un pirata. Nonostante mostri solo un minimo delle qualità di un pirata, con la sua perseveranza riesce a superare le tre prove di pirateria che gli vengono proposte da tre capitani. Qui Guybrush incontra gli altri due personaggi chiave della serie: la bella governatrice Elaine Marley, della quale si innamora, e il pirata fantasma LeChuck, l'antagonista.
- Monkey Island 2: LeChuck's Revenge: Guybrush si è inoltrato in una nuova epica avventura: la ricerca del tesoro di Big Whoop.
- The Curse of Monkey Island: inizia con Guybrush naufrago, mentre scrive un diario. Si ritrova nel mezzo di una battaglia tra le armate di Plunder Island guidate da Elaine e la ciurma di non-morti di LeChuck. Al termine dell'avventura Elaine e Guybrush finalmente si sposano.
- Fuga da Monkey Island: dopo la luna di miele, Guybrush Threepwood ed Elaine Marley-Threepwood ritornano a Mêlée Island, minacciata da un viscido politico che potrebbe diventare il nuovo governatore.
- Tales of Monkey Island: all'incirca dieci anni dopo le vicende dei precedenti capitoli, un Guybrush quasi trentenne continua a viaggiare per i mari con la consorte Elaine, continuando a contrastare i piani di dominio di LeChuck.
- Return to Monkey Island: si riallaccia alla storia nel momento in cui Monkey Island 2 era terminato, nonostante sia ambientato temporalmente dopo l'ultimo capitolo di Tales.

### Apparizioni e citazioni in altre opere
Guybrush Threepwood appare (o viene citato) in diverse opere esterne alla serie Monkey Island. In videogiochi dello stesso sviluppatore, LucasArts, appare curiosamente nel videogioco Star Wars: Il potere della Forza II sotto forma di statua e poi come skin opzionale del protagonista Starkiller da sbloccare durante il gioco. In The Longest Journey un pupazzo a forma di scimmia con i piatti ha il suo nome: essendo un'avventura grafica gli sviluppatori hanno voluto omaggiare i maestri della LucasArts in questo modo.
Guybrush compare nel videogioco Uncharted 4: Fine di un ladro: è uno dei pirati che accettarono di seguire Henry Avery nella creazione della città di Libertalia, e compare (pur senza nome) sia nei ritratti dei fondatori che come statua in città; il suo scheletro è inoltre visibile in una delle fasi finali della storia. Come ulteriore riferimento alle sue origini videoludiche, la sua bandiera pirata raffigura una scimmia. 
Molti sono i riferimenti al fatto che Guybrush riesca a trattenere il respiro sott'acqua molto più del normale. In Quest for Glory V: Dragon Fire, una volta affogato, al giocatore viene mostrato un messaggio che recita: "Questa è la lezione che avresti dovuto imparare -- Non sei Guybrush Threepwood. Quando sei circondato dall'acqua -- sali a galla prima di affogare". Un messaggio simile è presente in una situazione analoga in Indiana Jones e il destino di Atlantide. Analogamente, in Simon the Sorcerer II se il giocatore chiede ad un genio di essere mandato al negozio di Calypso, la seconda volta si ritroverà in fondo all'oceano. Tornando alla caverna, Simon menzionerà che l'abilità di mantenere il respiro per dieci minuti è un "requisito standard per ogni eroe di un gioco d'avventura". Infine, un terzo riferimento all'abilità di Guybrush di tenere il respiro è presente in Bright Side of the Moon, nel quale il protagonista, Sam, è intrappolato in un serbatoio d'acqua e commenta: "Posso tenere il respiro solo per nove minuti!".

## Doppiaggio
Dei quattro episodi della serie, sono dotati di un doppiaggio dei dialoghi il terzo e il quarto capitolo, oltre che il remake di The Secret of Monkey Island: nelle versioni originali, Guybrush è doppiato da Dominic Armato. Nelle versioni italiane, Guybrush è doppiato da Giuseppe Calvetti e da Massimo Antonio Rossi rispettivamente in The Curse of Monkey Island e in Fuga da Monkey Island, che imita il suo tono di voce invecchiandolo leggermente.

## Eredità
Molte sono state le avventure grafiche che hanno tentato di imitare Monkey Island nella caratterizzazione del loro protagonista, mai con altrettanto successo. Tra quelle che si sono avvicinate di più a replicare Guybrush, proponendo anche mondi e situazioni simili, si possono citare Gilbert Goodmate and the Mushroom of Phungoria e Jack Keane: Al riscatto dell'Impero britannico.